# Gusin (województwo łódzkie)
Gusin – wieś w Polsce położona w województwie łódzkim, w powiecie łęczyckim, w gminie Świnice Warckie. W latach 1975–1998 miejscowość administracyjnie należała do województwa konińskiego.
Wieś pierwszy raz wzmiankowana w 1392 r. Stanowiła własność szlachecką.
W latach 1872–77 w dworku w Gusinie mieszkała Maria Konopnicka i stąd wyjechała z dziećmi do Warszawy. Mąż Marii Konopnickiej po opuszczeniu Bronowa objął w dzierżawę tutejszy folwark o pow. 40 ha. Folwark ten stanowił część dóbr donacyjnych Ambrożew hr. Sołłohuba. Z folwarku tego obecnie pozostała zaledwie dwuhektarowa resztówka wraz z ruiną dworku, w którym mieszkali Konopniccy. Pobyt Marii Konopnickiej w Gusinie zaowocował licznymi utworami publikowanymi w czasopismach: „Bluszcz”, „Kłosy”, „Tygodnik Ilustrowany”. Tu powstał poemat „W górach”, który przychylnie zrecenzował Henryk Sienkiewicz, co spowodowało, że poetka uwierzyła w swój talent i postanowiła sama zadbać o dzieci i siebie. W ostatnim z napisanych tu wierszy: „Przed odlotem” – poetka żegnała się z Gusinem.